# ميلياك
ميلياك (بالفرنسية: Meilhac)‏ هي بلدية في مقاطعة فيين العليا في منطقة أقطانية الجديدة غرب وسط فرنسا.